# Kudlichovy pomníky

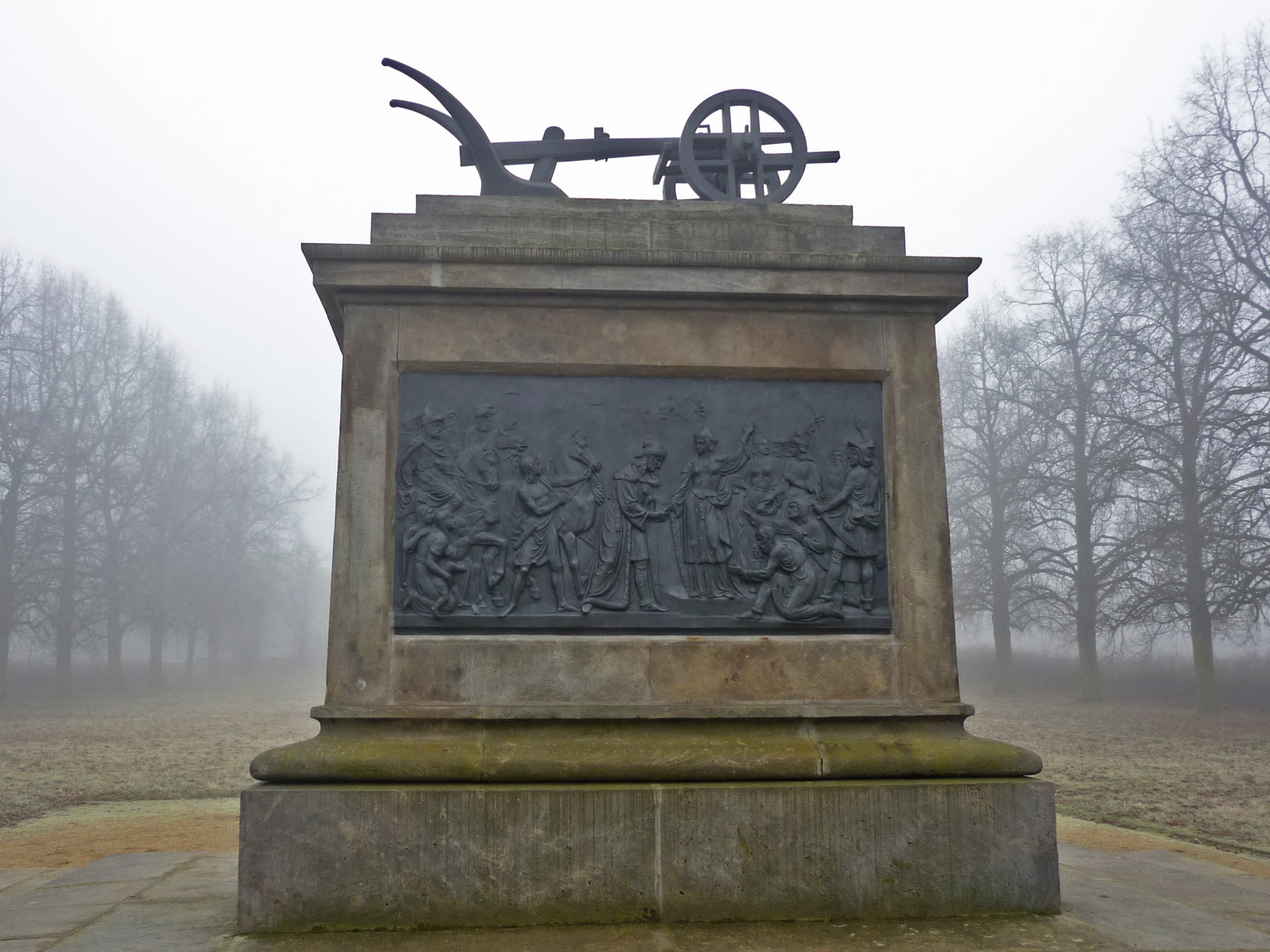
Pomník Přemysla Oráče u Stadic

Pomníky Hanse Kudlicha či jen Kudlichovy pomníky (výjimečně též Kudlikův pomník) jsou monumentální pomníky, stavěné na počest česko-německého politika a aktivisty Hanse Kudlicha, poslance rakouského říšského sněmu v revolučním roce 1848.

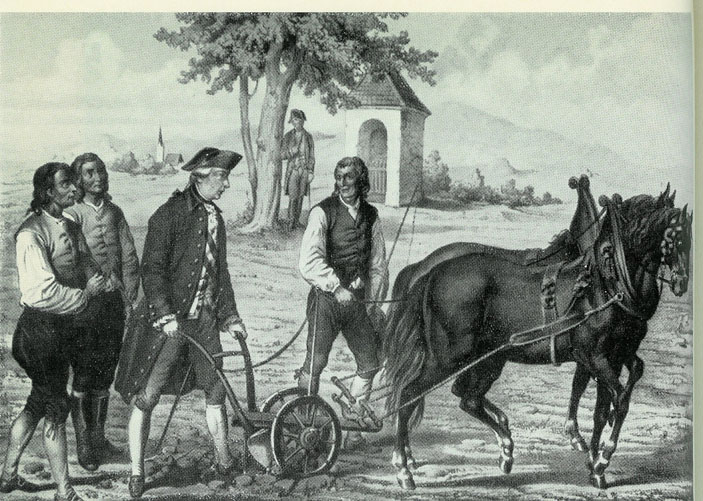
Legendární orné brázdy císaře Josefa II. v moravských Slavíkovicích

## Podoba
Kudlichovy pomníky byly vytvářeny někdy s reliéfem hlavy Hanse Kudlicha, jindy s motivem pluhu. Vznikly na mnoha místech v Československu a Rakousku. Hans Kudlich se jako poslanec velkou měrou zasloužil o rozhodnutí ze 7. září 1848 na zrušení dědičného poddanství a povinné práce pro sedláky v Rakouském císařství. Nevolnictví bylo zrušeno ovšem již v roce 1781 samostatným patentem jako jedna ze zásadních reforem císaře Josefa II.
Mnoho Kudlichových pomníků se vyznačuje vyobrazením pluhu na podstavci. Použití motivu pluhu odkazuje k pomníku Přemysla oráče na Královském poli u Stadic, který nechal postavit hrabě Ervín z Nostic v roce 1841 podle návrhu architekta F. Staumanna. Pravděpodobnější je však skrytá narážka na císaře Josefa II., který se do dějin zapsal jako „Josef Oráč“ kvůli své legendární orbě brázdy u Slavíkovic. Motiv orajícího císaře Josefa byl častým námětem uměleckých zobrazení.
U nových nebo přestavovaných pomníků po roce 1990 byl již obvykle používán reliéf s hlavou Hanse Kudlicha.

## Vznik pomníků
Před první světovou válkou bylo v Čechách jen několik Kudlichových pomníků, např. v Teplicích či Ludvíkovicích. Většina pomníků vznikla ovšem až po roce 1923 přeměnou pomníků císaře Josefa II., neboť v Československu podle nového protimonarchistického zákona z 19. března 1923" (Zákon na ochranu republiky č. 50/1923, § 26) musely být všechny pomníky, nápisy, busty, plakety, obrazy a erby připomínající příslušníky dynastií, které vládly v Rakousku, Uhrách, Rakousku-Uhersku nebo v Německé říši, coby republice nepřátelské, odstraněny. Tento zákon nabyl účinnosti 1. května 1923 a po odstranění pomníků císaře Josefa II. na jejich místě vznikly pomníky nové, většinou věnované Hansi Kudlichovi nebo obětem světové války. Teprve po pádu komunistického režimu v roce 1989 se opět navrací pomníky císaře Josefa II. do českých obcí.

## Galerie

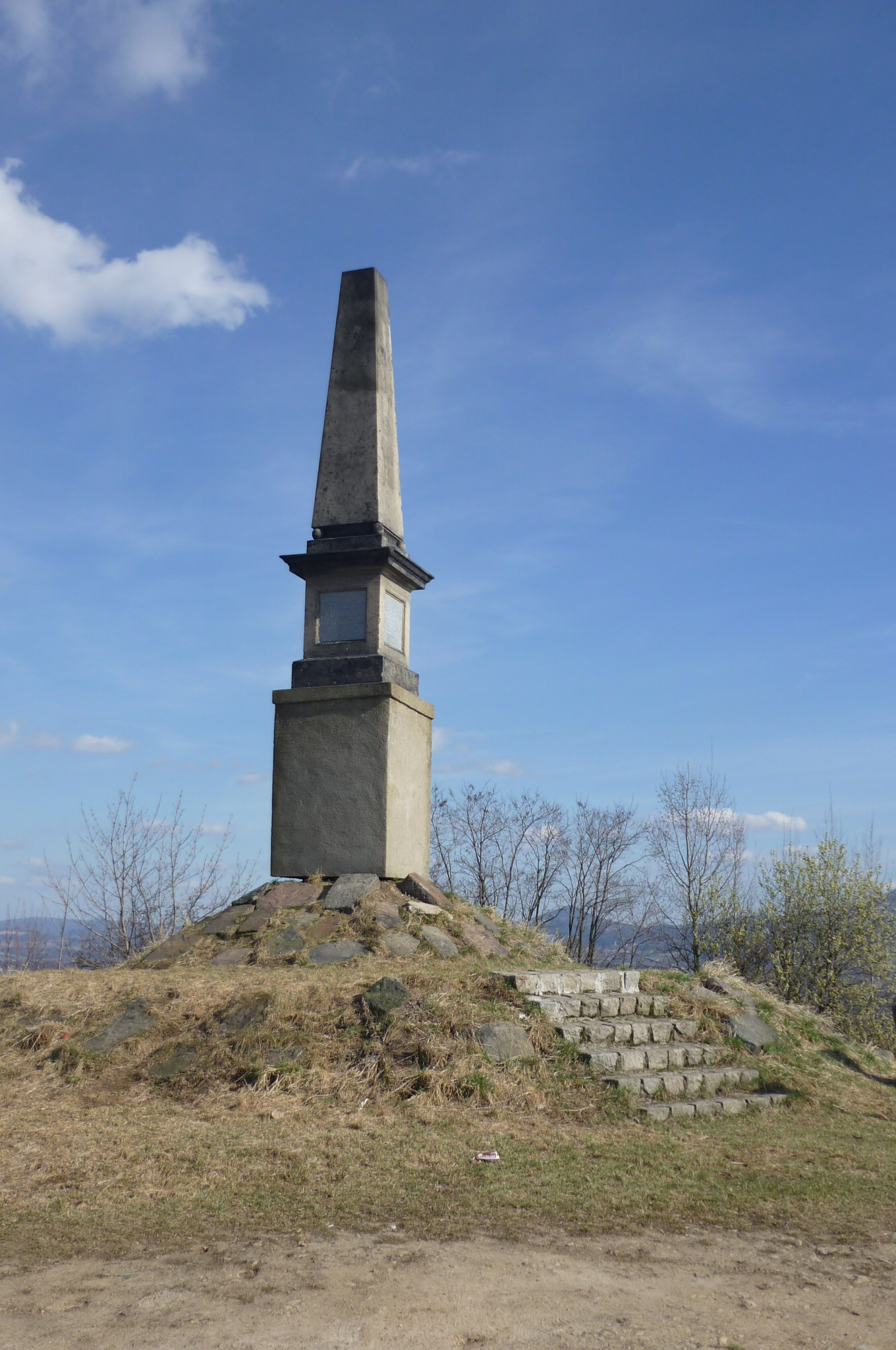
Kudlichův pomník v Teplicích-Nové Vsi
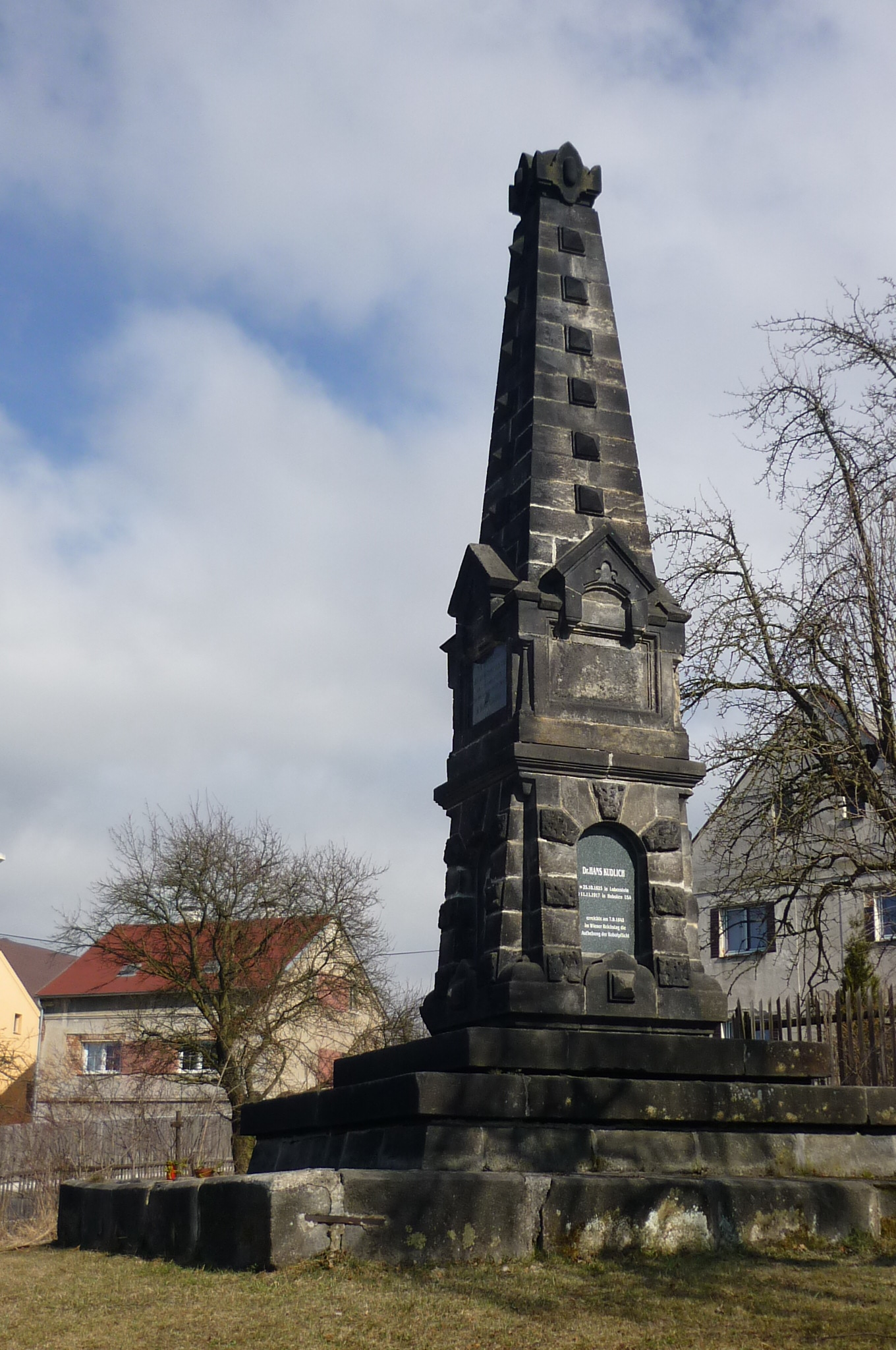
Kudlichův pomník v Ludvíkovicích
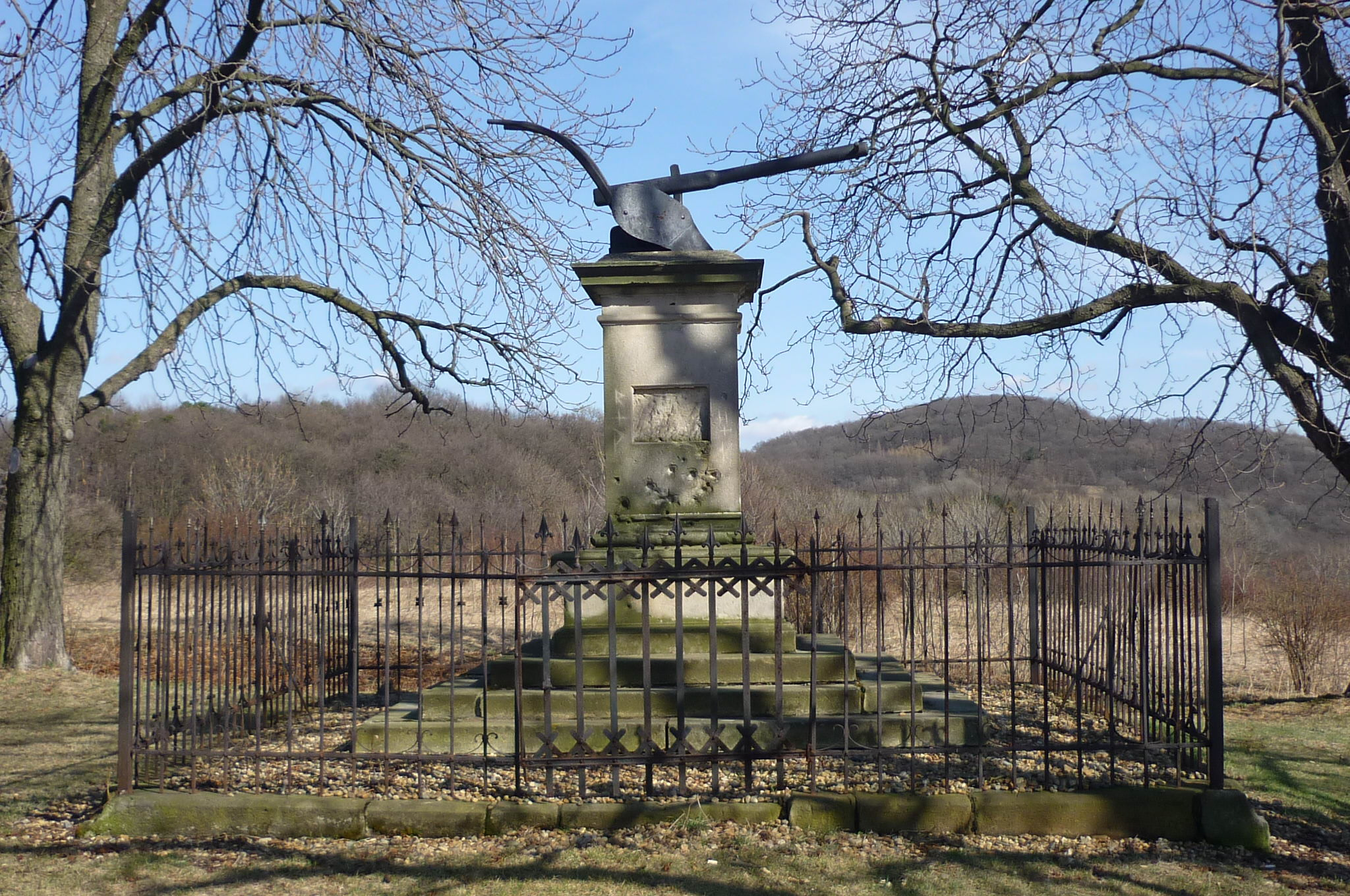
Kudlichův pomník v Kletečné
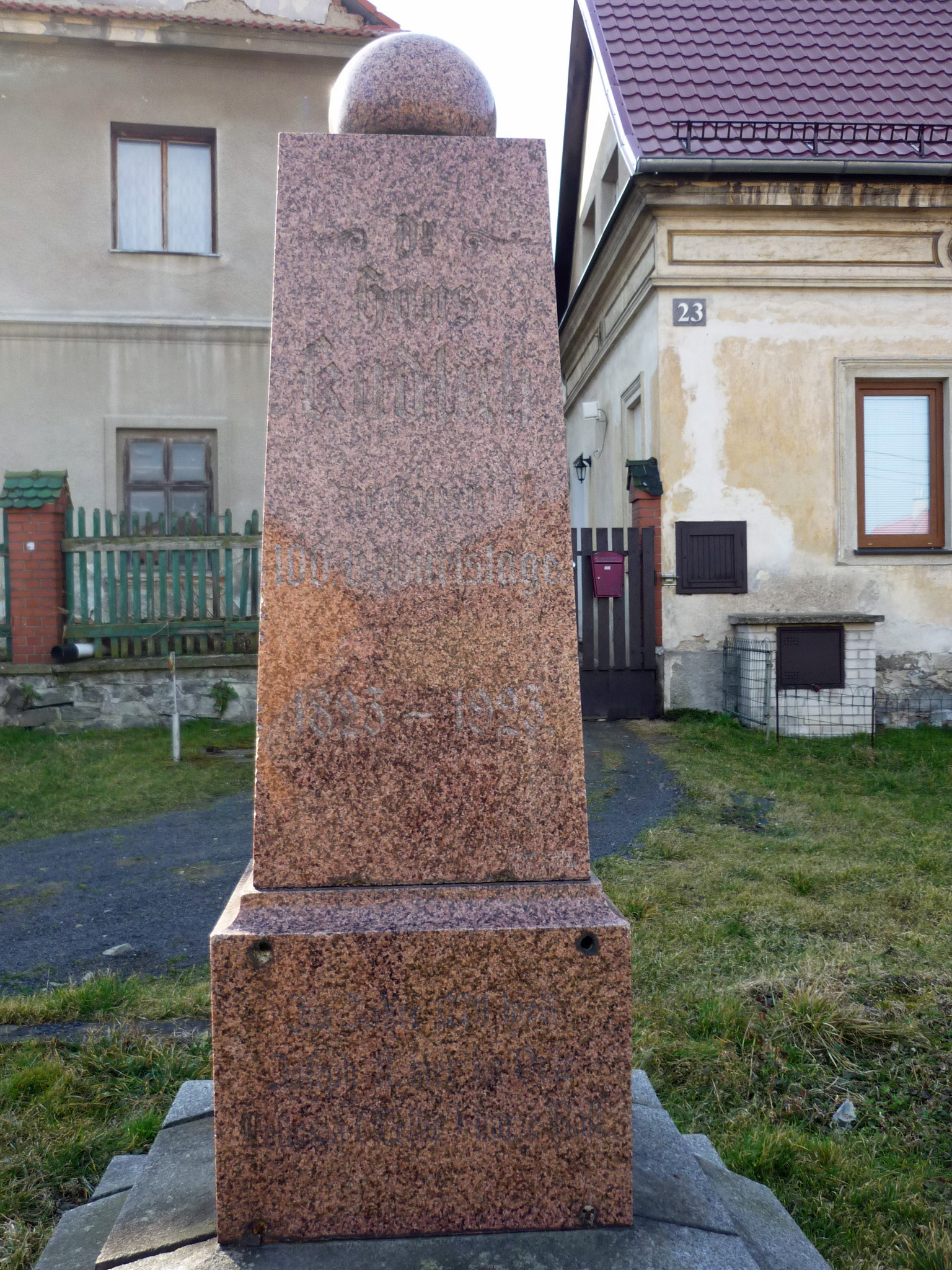
Kudlichův pomník v Lelově
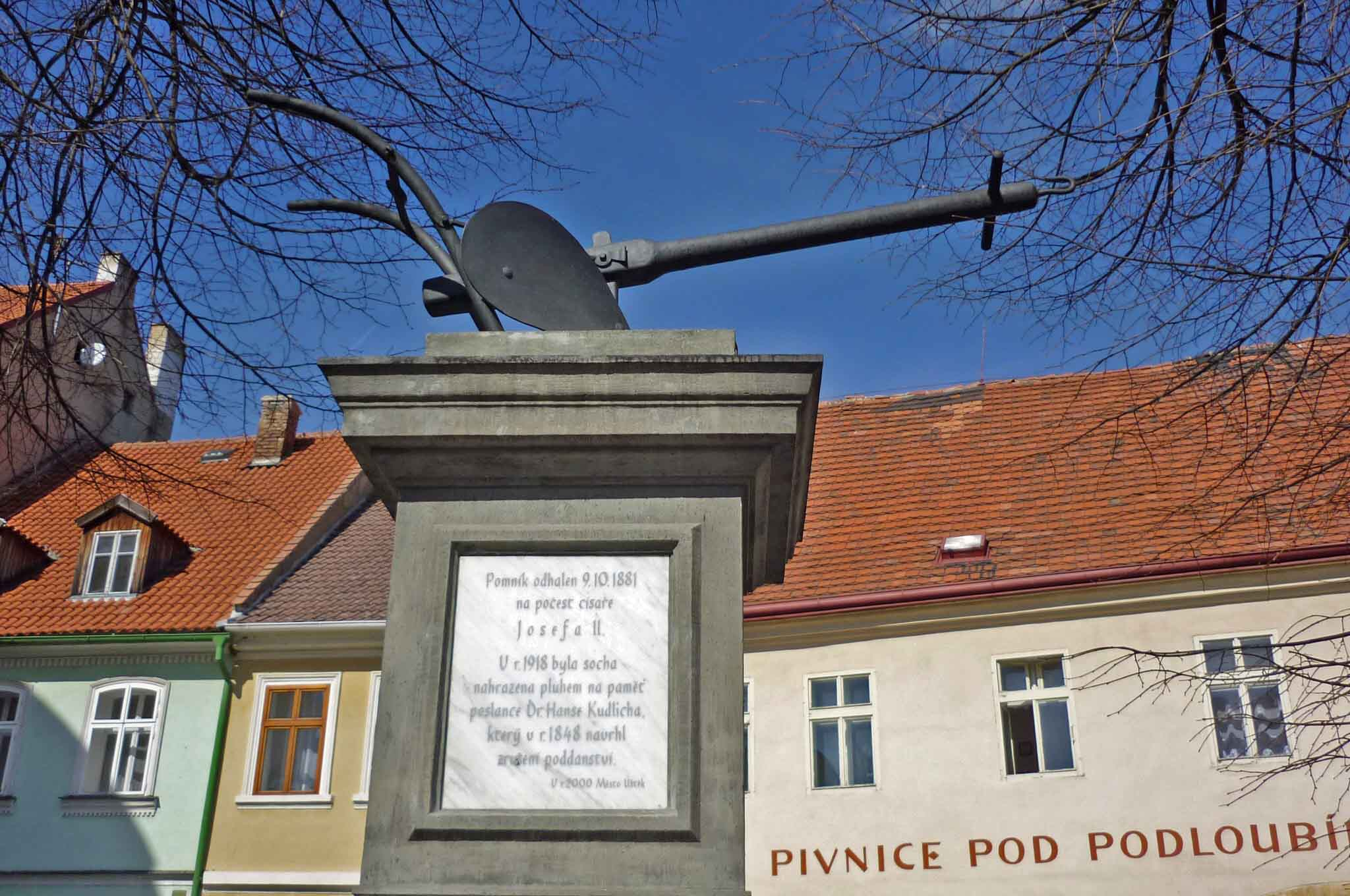
Kudlichův pomník v Úštěku
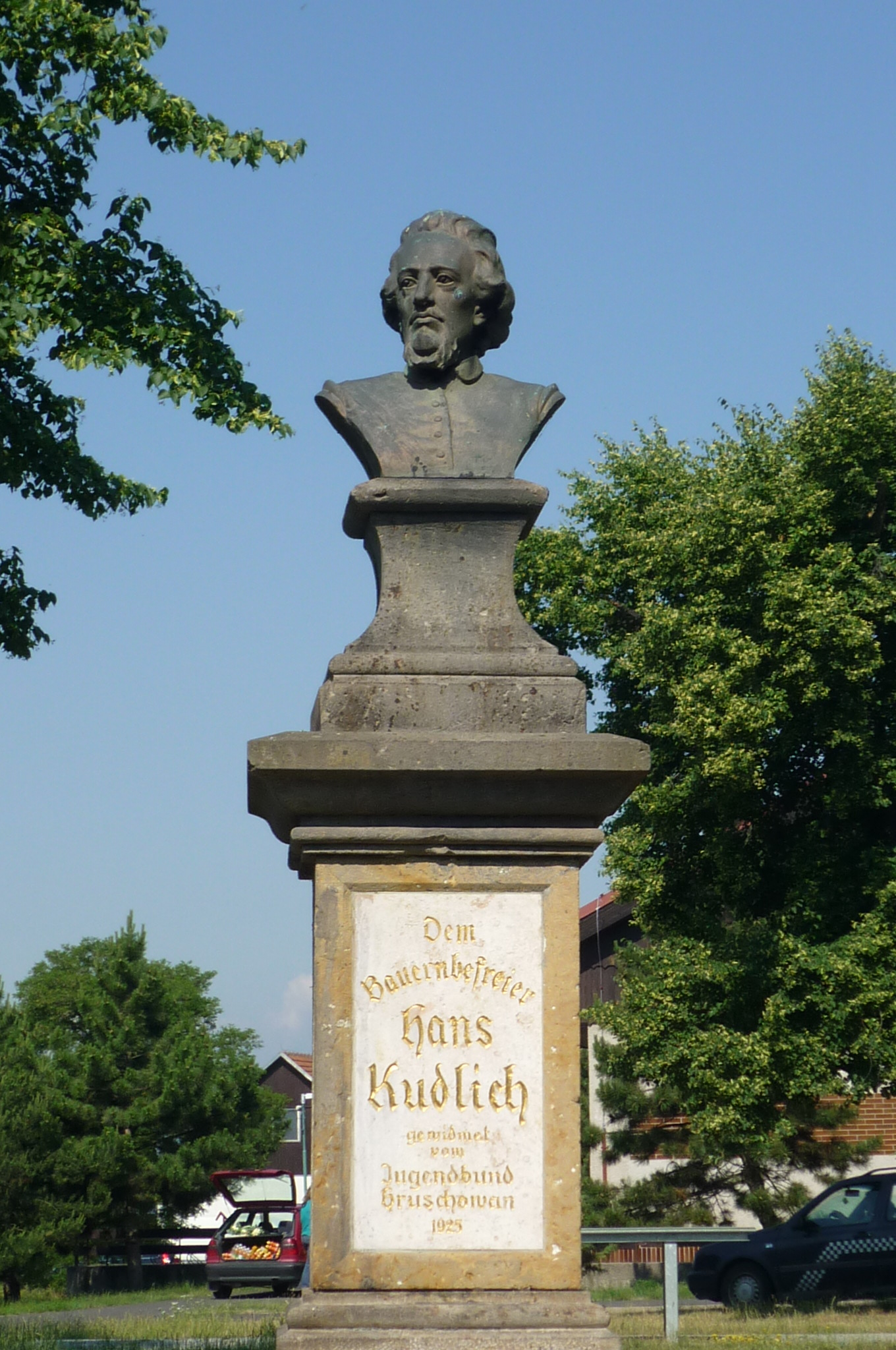
Kudlichův pomník v Hrušovanech
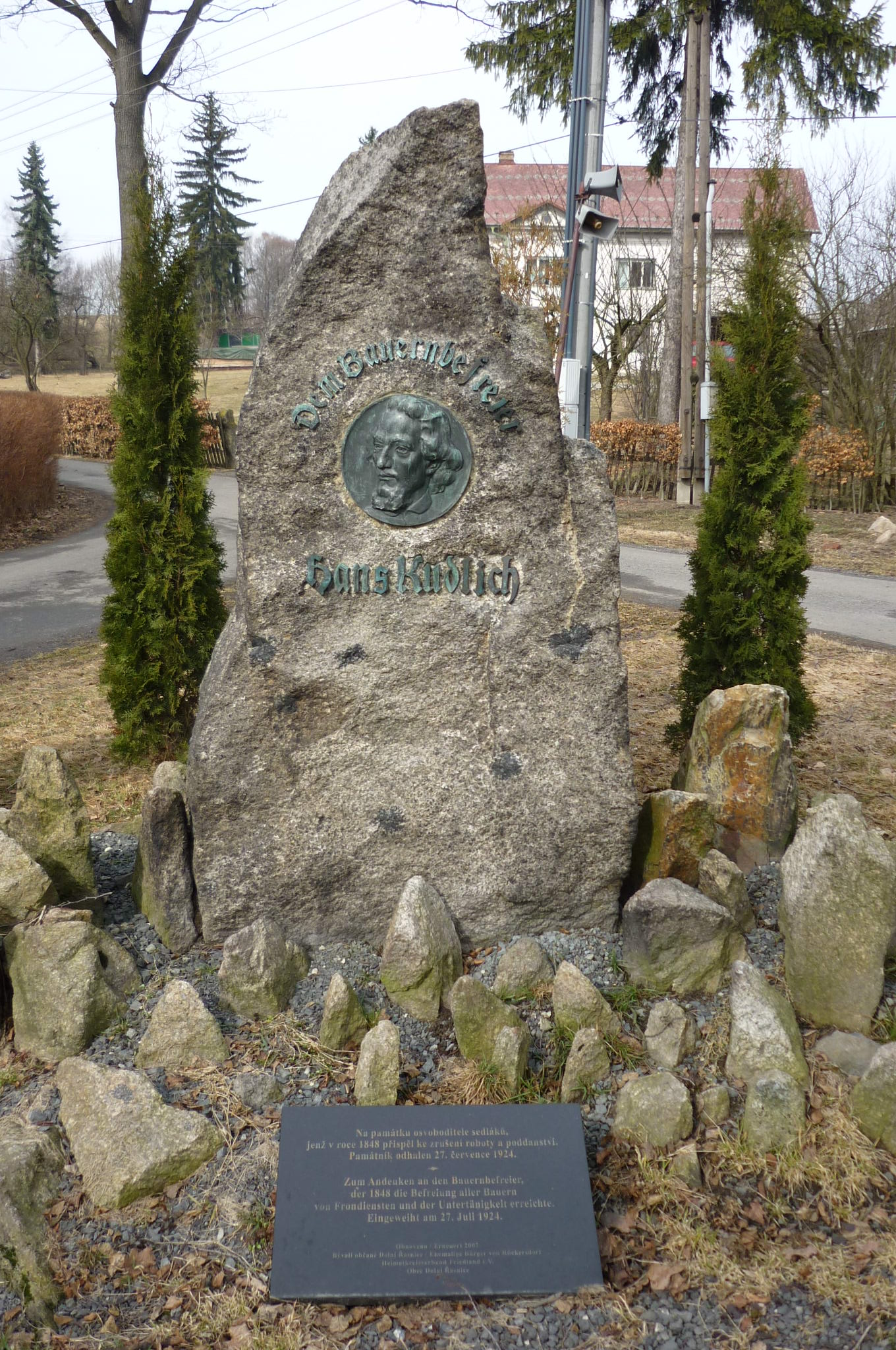
Kudlichův pomník v Dolní Řasnici
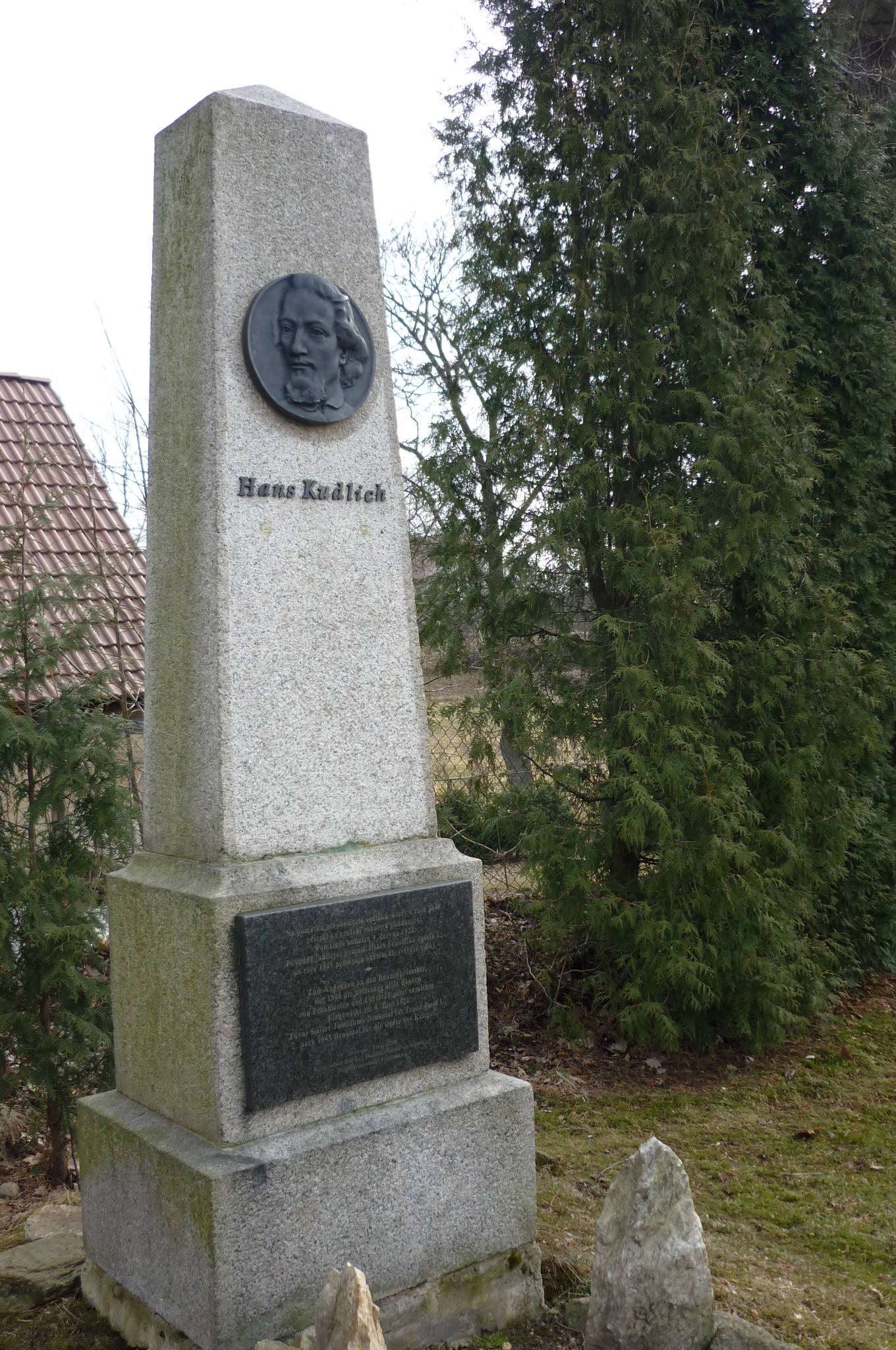
Kudlichův pomník v Bulovce
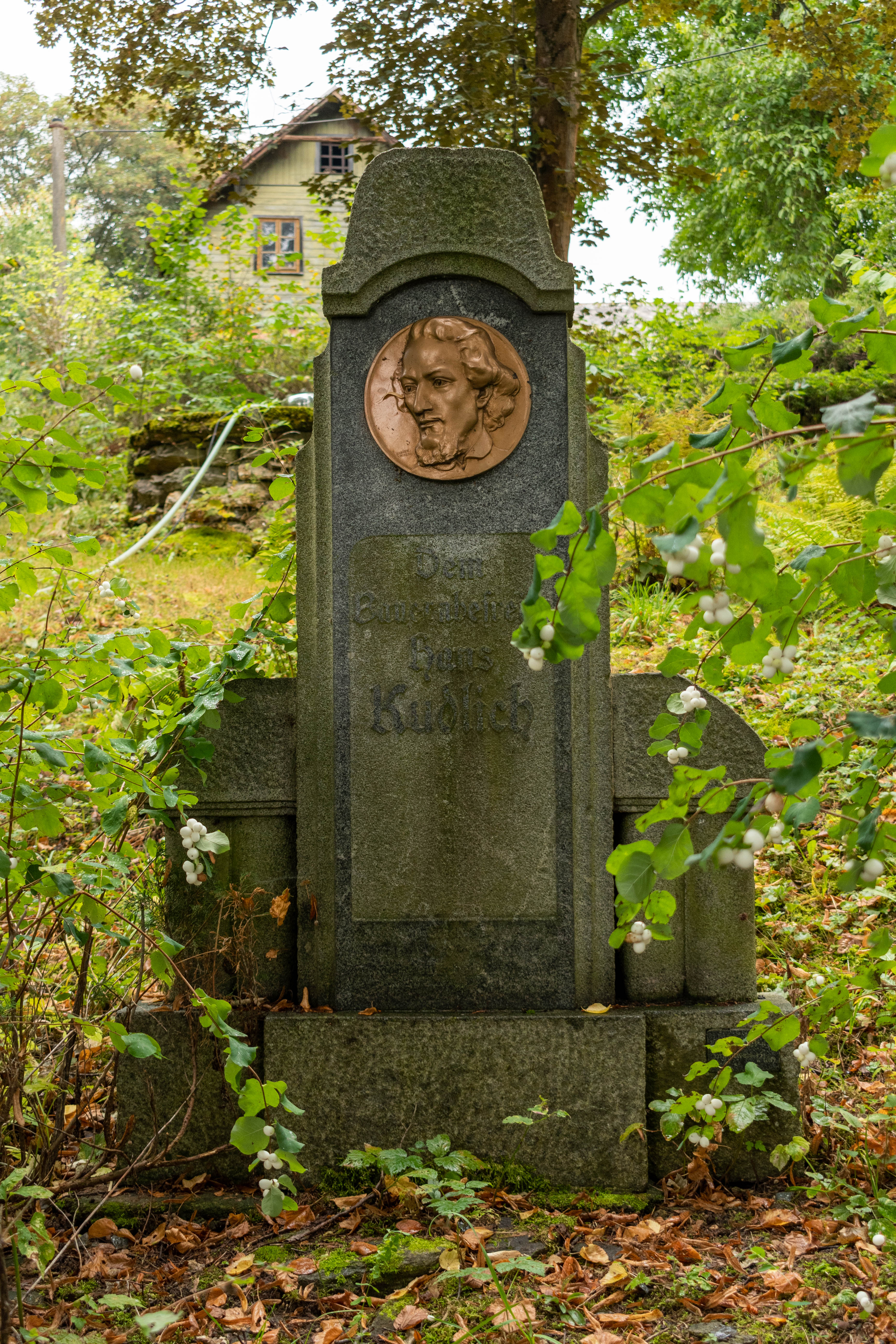
Kudlichův pomník ve Vrbici
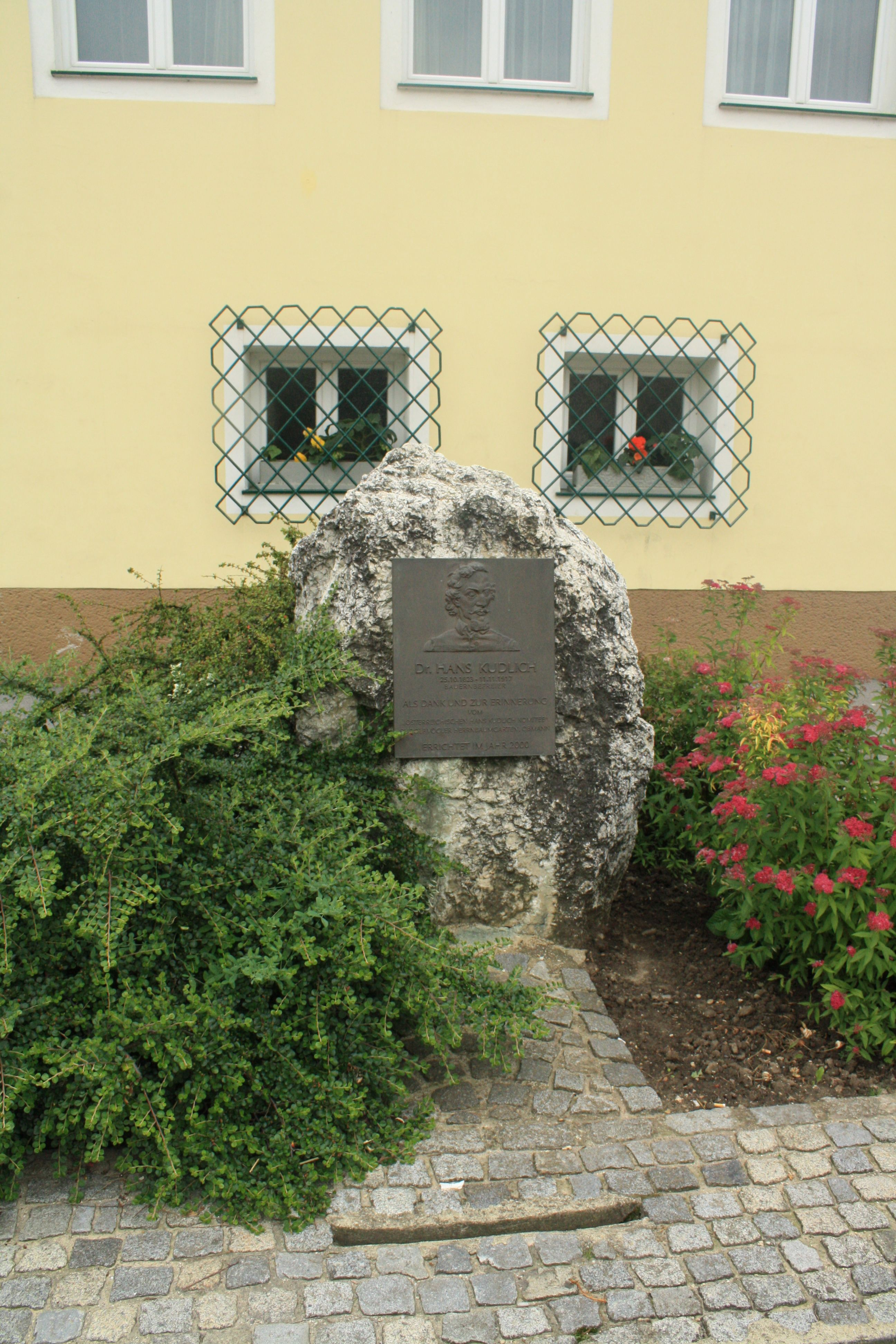
Kudlichův pomník v Poysdorfu
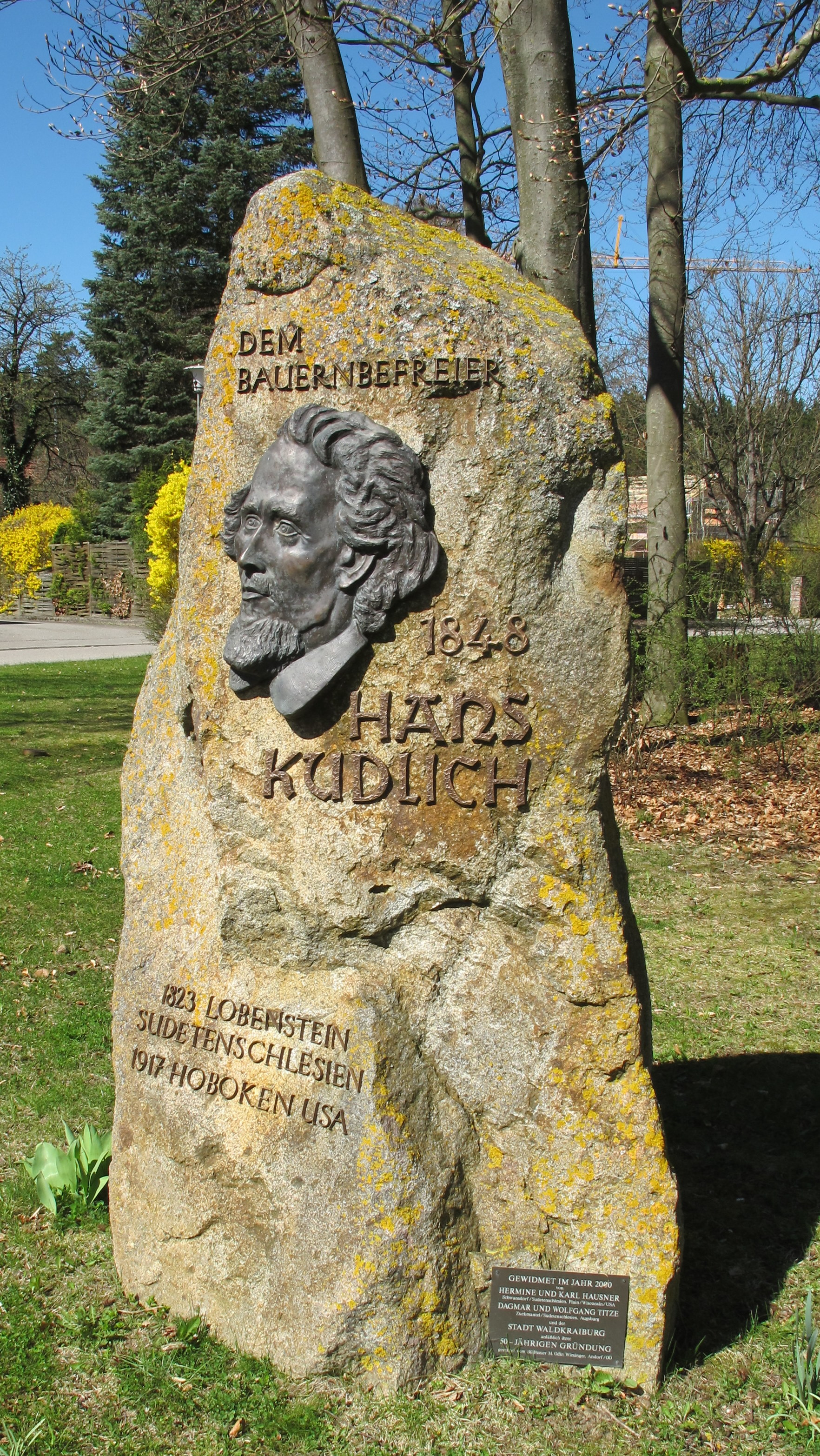
Kudlichův pomník v Waldkraiburgu
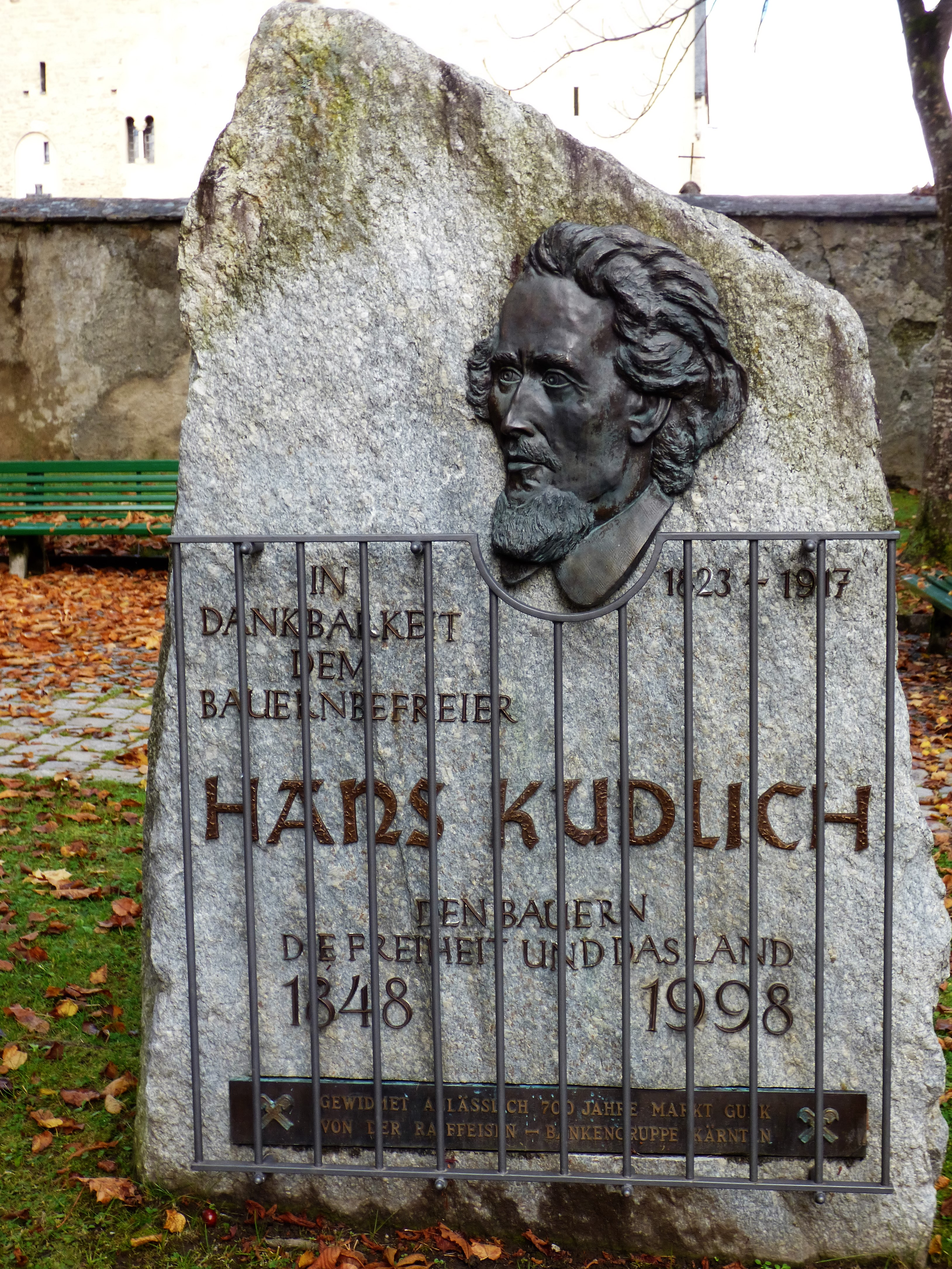
Kudlichův pomník v Gurku
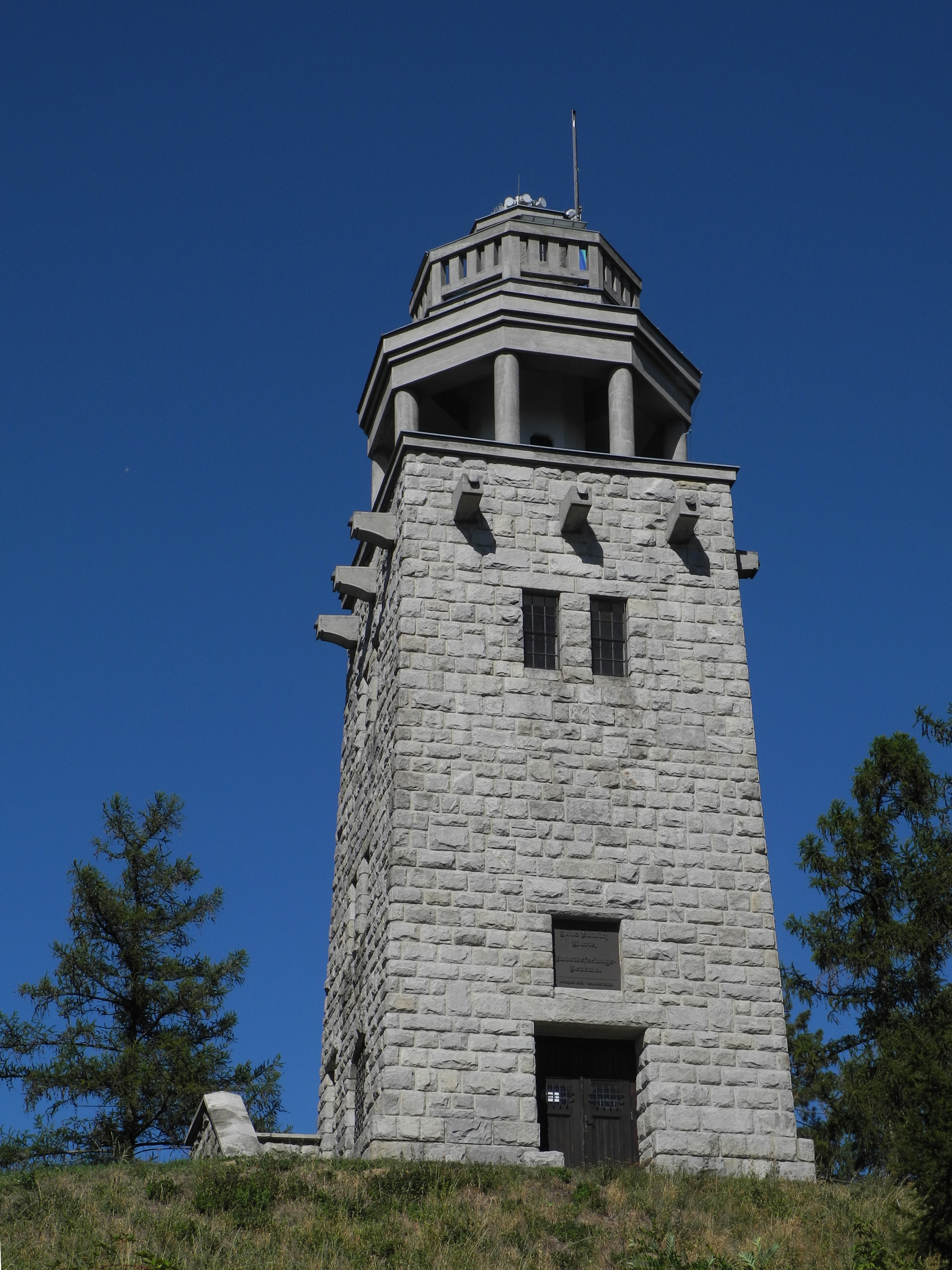
Kudlichova rozhledna v Úvalně
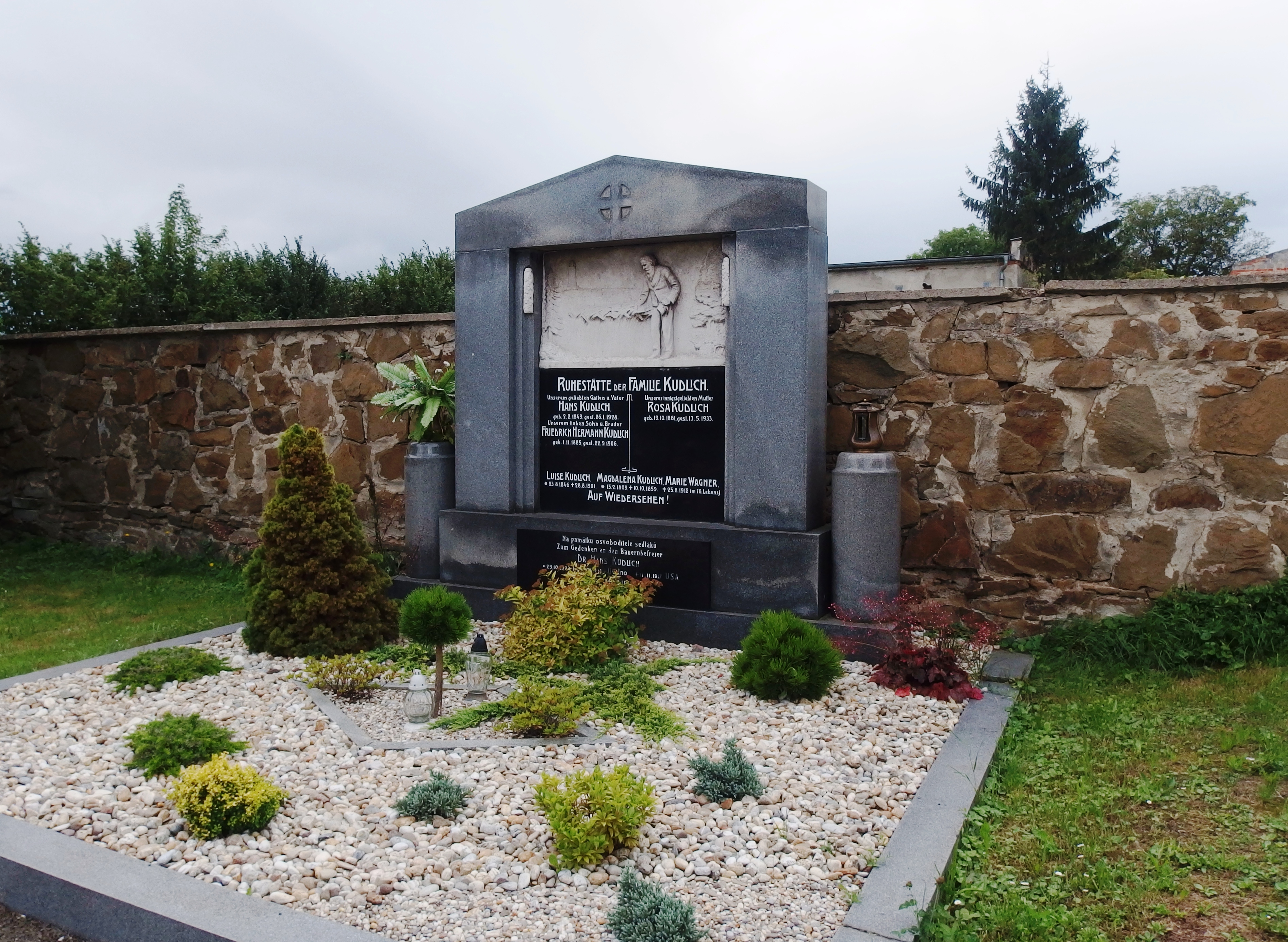
Hrob Hanse Kudlicha

## Seznam Kudlichových pomníků

### Česko
- Kudlichův pomník v Teplicích – v městské části Nová Ves v ulici Na Jalovčinách (383 m), postaven v roce 1888, odstraněn v roce 1987 a znovu postaven v roce 1991 poblíž původního místa [3]
- Kudlichův pomník v Ludvíkovicích u Děčína – postaven v roce 1893, obnoven v roce 2002
- Kudlichův pomník nedaleko Kletečné v Českém středohoří
- Kudlichův pomník v Lelově u Teplic – postaven jako pomník Josefa II., přestavěn v roce 1923
- Kudlichův pomník na náměstí Míru v Úštěku – postaven jako pomník Josefa II. v roce 1881, přejmenován v roce 1924; obnoven v roce 2000
- Kudlichův pomník v Hrušovanech u Chomutova – postaven jako pomník Josefa II.; přejmenován v roce 1925; přestavěn v roce 2009
- Kudlichův pomník v Dolní Řasnici u Frýdlantu – vztyčen jako jubilejní kámen Františka Josefa I. před rokem 1914; přejmenován v roce 1924, renovován v roce 2007 [4]
- Kudlichův pomník v Bulovce u Frýdlantu – vztyčen jako jubilejní kámen Františka Josefa I. v roce 1908; v roce 1924 přejmenován na Kudlichův pomník, poté zasvěcen obětem války z roku 1945; obnoven v roce 2006
- Kudlichova rozhledna (Dr. Hans-Kudlich-Warte) s pamětním kamenem na vrchu Složiště (776 m n. m.) v Doupovských horách mezi zaniklými obcemi Heřmanov, Tocov a Třídomí severně od Doupova. Vznikla jako dřevěná věž v roce 1888, kdy zde Hans Kudlich promluvil k sedlákům ze Žatce a Karlových Varů. V roce 1933 byla dřevěná věž nahrazena kamennou s přístřeškem. Pamětní kámen byl obnoven v roce 2003 na Vintířovském vrchu v Lapidáriu zmizelých míst Doupovských hor.[5][6]
- Kudlichova rozhledna v Karlových Varech (v roce 1945 přejmenována na Rozhledna Diana)
- Kudlichův pomník v Horním Žandově Chebu – postaven v roce 1935, renovován v roce 2007
- Kudlichův pomník ve Vrbici u Bezdružic – postaven v roce 1925, renovován v roce 2009
- Kudlichův pomník ve Velkém Malahově (Jivjany u Stříbra) – postaven v roce 1931, renovován v roce 2007
- Kudlichův pomník v Liptani-Horních Povelicích u Osoblahy – postaven v roce 1928, renovován v roce 2005
- Kudlichův pomník v Rychnově nad Malší u Kaplice (Dolní Dvořiště) – postaven v roce 1898
- Kudlichův pomník v obci Zátor - Loučky u Krnova – postaven 1923; obnoven v roce 2006
- Kudlichův pomník v Markoušovicích na Trutnovsku
- Kudlichův dub s pamětní deskou v Čakové u Krnova – postaven v roce 1908, renovován v roce 2005
- Na vrchu Strážišti je také Kudlichova rozhledna (Kudlichwarte, 400 m) poblíž jeho rodiště v Úvalnu u Krnova v Moravskoslezském kraji, postavena v roce 1913, znovu otevřena v roce 2000.
- Busta Hanse Kudlicha od Huga Uhera z roku 1925, v Bochově před radnicí, pomník již zaniklý[7][8]
- Hrob Hanse Kudlicha

(Zdroj: )

### Rakousko
- Kudlichův pomník v Gurku v Korutanech, postavený v roce 1998
- Kudlichův pomník v St. Marienkirchen u Schärding v Horním Rakousku, postaven v roce 1998
- Kudlichův pomník na zámku Krastowic poblíž Klagenfurtu v Korutanech, postavený v roce 2001
- Kudlichovy pomníky jsou také v Poysdorfu (založeny v roce 2000 před Vysokou školou zemědělskou), Groß-Enzersdorfu, Hanfthalu, Bejdově a Wilhelmsburgu v Dolním Rakousku
- Kudlichovy pamětní desky ve Vídni (na vnitřním nádvoří Palais Niederösterreich, na Herrengasse) a v Mürzzuschlagu

### Německo
- Kudlichův pomník ve Waldkraiburgu, postavený v roce 2000

### USA
- Kudlichův pamětní kámen s deskou v Sauk City, ve státě Wisconsin